# Elmi Obsieh Wais
Elmi Obsieh Wais (* 1942 in Ali Sabieh) ist ein Politiker der Rassemblement populaire pour le progrès (RPP) aus Dschibuti.

## Leben
Wais begann nach dem Besuch der Sekundarschule seine berufliche Laufbahn bei der Post- und Telekommunikationsbehörde OPT (Office de Poste et de Télécommunication) und fungierte zuletzt als Direktor des OPT. Nachdem er Mitglied der Parti du Mouvement Populaire (PMP) sowie der Ligue Populaire Africaine pour l’Independence (LPAI) trat er der daraus 1979 hervorgegangenen und von  Hassan Gouled Aptidon gegründeten Rassemblement populaire pour le progrès (RPP) bei.
Bei den Parlamentswahlen vom 19. Dezember 1997 wurde er als Kandidat der RPP erstmals zum Mitglied der Nationalversammlung gewählt und vertritt dort seither nach seinen Wiederwahlen bei den Wahlen vom 10. Januar 2003, 10. Februar 2008 und 20. Februar 2013 den Wahlkreis Ali Sabieh.
Knapp eine Woche nach seiner ersten Wahl ins Parlament wurde Wais am 28. Dezember 1997 wurde Minister für Inneres und Dezentralisierung (Ministre de l’Intérieur et de la Décentralisation) im Kabinett von Premierminister Barkat Gourad Hamadou. Am 4. Juli 2001 übernahm er in der Regierung von dessen Nachfolger Dileita Mohamed Dileita das Amt des Ministers für Ausrüstung und Verkehr (Ministre de l’Équipement et du Transport) sowie bei einer weiteren Regierungsumbildung am 22. Mai 2005 das Amt des Ministers für Lebensräume, Stadtplanung und Umwelt sowie Beauftragter Minister für Beziehungen zum Parlament (Ministre de l’Habitat, de l’Urbanisme et de l’Environnement, Charge des relations avec le Parlement). 
In diesem Ministeramt wurde er nach den Wahlen 2008 bestätigt und übt dieses Amt auch im Kabinett von Abdoulkader Kamil Mohamed aus, der am 1. April 2013 Dileitas Nachfolger als Premierminister wurde.